# Riphäen
Die Riphäen waren in der antiken Geographie ein Gebirge zwischen Europa und Asien, am seinerzeit äußersten Rande der bekannten Welt.

## Antike Lokalisierung
Die Riphäen sind vor allem aus dem Werk von Claudius Ptolemäus bekannt. Erstmals soll die Bergkette von dem griechischen Dichter Alkman im siebten vorchristlichen Jahrhundert erwähnt worden sein. Die Riphäen werden von Plutarch dem Hercynischen Wald gleichgesetzt. Nach Jordanes lagen die Riphäen im Land der Skythen. Die antiken Autoren waren sich insoweit einig, als sie das Riphäengebirge als kalt und unwirtlich bezeichneten (das griechische Wort riphé bedeutet so viel wie „stürmischer Nordwind“). Jenseits der Riphäen, wo das Klima wieder milder wurde, lebten nach Plinius dem Älteren (Naturgeschichte 6,34) die Arimphaei. Mit zunehmender Kenntnis der nördlich des Mittelmeerraums liegenden Gebiete Europas „rückten“ die Riphäen in den antiken Beschreibungen immer weiter nach Norden.
Die Bergkette galt als Quellgebiet des Tanaïs, der im Allgemeinen mit dem Don gleichgesetzt wird. Dieser entspringt zwar in der Mittelrussischen Platte, also nicht in einem Gebirge, jedoch mündete nach antiken Quellen der Tanaïs wie der Don in das Asowsche Meer (Maeotis).

## Moderne Lokalisierungsversuche
Noch in den mappae mundi des Mittelalters und der Renaissance sowie in verschiedenen Publikationen dieser Zeit tritt das Riphäengebirge – teils als Bergkette, teils als dichter Wald – in Erscheinung. Die Autoren dieser Schriften platzieren die Riphäen geografisch im Allgemeinen in enger Anlehnung an antike Quellen. Der französische Kardinal und Kartograph Pierre d’Ailly erwähnt das Gebirge unter dem Namen Ripheis silvis.
Die Lage der Riphäen war auch in der Neuzeit umstritten. Sie wurden in Skandinavien lokalisiert oder mit dem Ural, den Alpen oder den Karpaten identifiziert. Knobel will die Riphäen in dem Riphat der Völkertafel der Genesis wiedererkennen.
Bereits in der ersten Hälfte des 16. Jahrhunderts wurden die Riphäen allerdings auch schon als „Trugbilder“ antiker Autoren abgetan; so nachzulesen unter anderem in Schriften des Kartographen und Kosmographen Sebastian Münster sowie des italienischen Historikers Paolo Giovio. Der Gesandte des römisch-deutschen Kaisers am russischen Hof, Siegmund Freiherr von Herberstein, der sich auch als Kartograph einen Namen machte, wies zur gleichen Zeit darauf hin, dass die Quellen des Don keinesfalls im Riphäengebirge liegen können.

## Weitere Bedeutungen
Nach den Riphäen wurden die Montes Riphaeus auf dem Mond benannt. Ferner ist eine geologische Stufe des Kraton Sibiria nach dem Riphäengebirge benannt (meist mit der englischsprachigen Bezeichnung für Riphäen = Riphean).